# رومانو داتزی
رومانو داتزی (ایتالیایی: Romano Dazzi; ۱۰ فوریهٔ ۱۹۰۵ – ۱ ژانویهٔ ۱۹۷۶) نقاش اهل ایتالیا بود.
از افتخارات وی میتوان به کسب مدال نقره نقاشی طراحی و آبرنگ در بخش مسابقات هنری بازی‌های المپیک تابستانی ۱۹۳۶ اشاره کرد.